# Jef Van den Eynde
Jozef Maria August Antoon (Jef) Van den Eynde (Olsene, 21 december 1879 – Maastricht, 12 april 1929) was een figuur uit het Leuvense studentenleven en tijdens de Eerste Wereldoorlog activist en lid van de Raad van Vlaanderen.
Van den Eynde maakte zich verdienstelijk als secretaris van het taalkundig genootschap Met Tijd en Vlijt en van de Sociale Sprekersbond. Hij werd preses van de Oost-Vlaamse studentengilde en stichter-dirigent van het studentenorkest, waarin hij zelf piano en viool speelde. Van 1901 tot 1908 was hij hoofdredacteur van Ons Leven en preses van het Vlaamsch Verbond.
Gedurende zijn vele jaren als eeuwige student wist hij een stempel te drukken op de studententradities en het studentenleven. Zijn voornaamste doel was de studenten op een hoger cultureel peil te brengen. Door hem werden veel vooraanstaande Vlaamse voormannen uitgenodigd om de studenten toe te spreken, zoals Frans Van Cauwelaert, Lodewijk Dosfel, René De Clercq, Stijn Streuvels, Karel van de Woestijne, Hugo Verriest en vele anderen. Hij trad ook op als muziekmecenas. Hij ijverde voor het lanceren van Vlaamse componisten, zoals Emiel Hullebroeck, Karel Mestdagh en Arthur Meulemans. Hij componeerde zelf ook en schreef enkele studentenliederen, in de eerste plaats het Verbondslied van het Katholiek Vlaams Hoogstudentenverbond (KVHV). In 1907 voerde hij de Vlaamse studentenpet in, naar Duits model, om de Vlaamse studenten te onderscheiden van de Waalse.
De opeenvolgende generaties Leuvense studenten hielden zijn herinnering in ere en verhieven hem tot een legendarische figuur. Edmond de Goeyse (1907-1998) was hierin zeer actief en werd als zijn geestelijke erfgenaam aanzien. In 1955 bracht het KVHV zelfs zijn stoffelijk overschot over naar Vlierbeek.

## Levensloop

### Jeugd
Jef Van den Eynde verloor vroeg zijn ouders en werd opgenomen in het gezin van een oom en tante. Hij volgde de Franstalige humaniora aan het Sint-Lievenscollege in Gent, waar hij een collegebond stichtte die zich vooral toespitste op het behoorlijk Nederlands spreken.
Hij deed er wat langer over dan gewoonlijk want hij was al bijna twintig toen hij met zijn middelbare studies klaar was.

### Studentenleider
Hij trok in 1899 naar de Katholieke Universiteit Leuven. Hij volgde eerst een voorbereidend jaar geneeskunde en besloot daarna over te schakelen op rechten, maar werd weinig in de cursussen opgemerkt. Desondanks werd hij een invloedrijk studentenleider (1899-1908). Van den Eynde zou er als eeuwige student geïmmatriculeerd blijven tot in 1908. Hij verliet Leuven zonder diploma.
Van den Eynde was stichtend dirigent van het Studentensymfonieorkest, lid van de regionale studentenclub K.V.H.C. Meetjesland Leuven en preses van de Oost-Vlaamse Gilde. Hij was lid van de Duitse studentenvereniging K.A.V. Lovania Leuven. Verder was hij hoofdredacteur van het studententijdschrift Ons Leven, van 1901 tot 1908. Hij was preses van het Vlaamsch Verbond, het latere KVHV van 1905 tot 1907.
Zoals uit getuigenissen van tijdgenoten blijkt, was zijn grootste betrachting steeds het opvoeren van het studentenleven tot op een hoger geestelijk en cultureel peil en het bekend maken van de Vlaamse kunst op elk gebied.
Bezorgd om stijl en herkenbaarheid in het studentenleven verving Van den Eynde in 1907, na het zien van het toneelstuk Alt-Heidelberg waarin het Duitse corpsleven werd opgevoerd (zoals nu nog bestaat bij Corps Flaminea Leuven), de Belgische en katholieke astrakanpet, de Toque, door een studentenpet naar Duits model. Elke gouwgilde kreeg een verschillende kleur.
Van den Eynde had een hekel aan boertigheid en zuipfestijnen. Hij was een tegenstander van het bierflamingantisme en wilde dat de Vlaamse studenten zich stijlvol gedroegen. Daarom werd hij lid van de Duitse studentenvereniging Lovania, die bekendstond om haar stijl en tucht en haar leden daarop selecteerde.
Hij werd in Leuven secretaris van het Taal- en Letterlievend Genootschap Met Tijd en Vlijt en vervulde dezelfde functie in de Sociale Sprekersbond.  Hij bracht letterkundigen zoals Stijn Streuvels, Karel van de Woestijne, René De Clercq en Hugo Verriest naar Leuven, evenals Vlaamse voormannen zoals Lodewijk Dosfel en Frans Van Cauwelaert. Al wat in Vlaanderen dichtte of zong, al wat schilderde en beeldhouwde, werd in die tijd naar Leuven geroepen door Jef van den Eynde.

### Na Leuven
Voor het bekostigen van al die jaren in Leuven en het betalen van alle initiatieven die hij nam, putte Van den Eynde zijn erfenis uit. Toen die bron in 1908 opdroogde, verliet hij Leuven, arm en zonder academische titel.
Hij opende in Brussel een kunstwinkel onder de naam Flandria, die nog hetzelfde jaar failliet ging. Professor Joris Helleputte, minister en erevoorzitter van het KVHV, bezorgde hem in 1909 een betrekking bij het Ministerie van de Spoorwegen.
Hij bleef cultureel actief door in Brussel lezingen voor plaatselijke Davidsfondsafdelingen te geven, evenals voor de Katholieke Vlaamse Hogeschooluitbreiding en voor de Brusselse werkmanskringen. Hij sprak voornamelijk over het Vlaamse lied en over Vlaamse toondichters en schilders. Hij richtte wandelvoordrachten in, stichtte het maandblad De Vlaamsche Kunstkamer en schreef kronieken in Hooger Leven en andere bladen.

### Eerste Wereldoorlog
Tijdens de Eerste Wereldoorlog werd hij activist. In 1917 werd hij lid van de Raad van Vlaanderen en tegelijk afdelingshoofd van het Vlaamse ministerie van schone kunsten. 
In november 1918 vluchtte hij naar Nederland, terwijl hij in België bij verstek tot twintig jaar gevangenisstraf werd veroordeeld. In Maastricht verdiende hij op karige wijze de kost als privéleraar en stierf er in grote armoede.
In Maastricht gaf hij onder de naam Professor José de Bie privélessen muziek, Engels, Frans en Duits. Hij leidde een armoedig bestaan. Op het aanbod van zijn vroegere kameraden om hem financieel te helpen, wilde hij niet ingaan. In maart 1929 betaalde hij nog ongevraagd zijn abonnement op Ons Leven.
Na het afkondigen van de clementiewet wilde hij naar Vlaanderen terugkeren. Hij kreeg een paspoort van het Belgisch consulaat in Maastricht op 6 maart 1929, maar op 12 april overleed hij onverwacht, nog geen vijftig jaar oud. Hij was vrijgezel gebleven.

## Musicus
Van den Eynde was een uitstekende muziekkenner en speelde piano en viool. Emiel Hullebroeck noemde hem de mecenas van de Vlaamse muziek. Hij richtte lieder- en toonkunstavonden in, lanceerde componisten zoals Karel Mestdagh, Jaak Opsomer, Arthur Meulemans en Emiel Hullebroeck en hij riep de Vlaamse Opera en het Vlaams Kwartet van Antwerpen naar Leuven.
Hij schreef verscheidene studentenliederen, waaronder in 1904 de tekst en muziek van het Verbondslied van KVHV-Leuven. Hij nodigde de Nederlandsche Schouwburg van Antwerpen uit om tijdens de gildefeesten van 1905 het toen populaire toneelstuk Alt-Heidelberg, een romantische hymne op het vrije studentenleven, op te voeren.

## Vlierbeekfeesten
In 1904 nam hij het initiatief tot het inrichten van het jaarlijkse zomerfeest van het Vlaams Verbond te Vlierbeek, de zogenoemde Vlierbeekfeesten met volksspelen, zang, muziek en tonnen bier.
Eens liet hij er het Wiener Damenorchester optreden. Ook Vlaamsgezinde professoren, zoals Helleputte, Vliebergh, Scharpé en De Cock kwamen ernaartoe. Jef van den Eynde genoot hun steun en waardering.
De Vlierbeekfeesten hielden stand tot in de jaren 1960.

## Ons Leven
Van den Eynde was zeven opeenvolgende jaren hoofdredacteur van Ons Leven. Hij verbeterde de kwaliteit van het tijdschrift zowel naar vormgeving als naar inhoud.  Naast bijdragen gewijd aan Vlaamse strijd, kunst en letteren, vond men er ook studentikoze stukjes en verzen. Ons Leven, dat tot 1906 op krantenpapier en -formaat was verschenen, werd omgevormd tot een tijdschrift in octavoformaat, op zestien bladzijden in glanspapier en met een omslag in vierenkleurendruk waarop een tekening van de Vlaamse schilder Alfons van Neste.

## Na zijn overlijden
Na zijn overlijden groeide wat men de 'mythe' Van den Eynde kan noemen.
Toen hij door de Armenzorg van Maastricht werd begraven, in een withouten kist met een zwart kruis erop geschilderd, werd de kist bedekt met het Verbondsvaandel van het KVHV, ontworpen door Joe English, en de toenmalige hoofdredacteur van Ons Leven, Willem Melis, hield een grafrede en legde een krans neer. Ook prof. Reimond Speleers en dr. August Borms voerden het woord.
In 1934 werd door zijn Nederlandse vrienden een grafsteen aangebracht met een uitvoerig opschrift dat zijn functies in het Leuvense studentenleven vermeldde en eindigde met de woorden: Hij was de belangeloze en offervaardige bezieler en weldoener van kunst en volksverheffing in Vlaanderen.
Op 23 maart 1955 werd het stoffelijk overschot van Van den Eynde door KVHV-Leuven overgebracht naar het kerkhof van Vlierbeek in Kessel-Lo. De kist, door de Verbondsleiders gedragen, was vergezeld van een stoet oud-studenten en studenten, voorafgegaan door de Leuvense Studentenfanfare en de vaandels van alle Vlaamse studentenverenigingen. Bij het graf werden toespraken gehouden door Ernest Claes, oud-hoofdredacteur van Ons Leven en tijdgenoot van Jef van den Eynde, en door Jaak van Passel, de Verbondspreses.
Aan Van den Eynde werden door Ons Leven drie huldenummers gewijd:
- op 22 februari 1908, zijn laatste jaar in Leuven,
- op 27 mei 1935, toen het Verbondshuis van het KVHV, genaamd Jef van den Eynde-huis, met gelagzaal, restaurant en vergaderzaal aan de Bondgenotenlaan geopend werd,
- op 23 maart 1955, naar aanleiding van de overbrenging van zijn stoffelijk overschot naar Vlierbeek.

In Leuven-Heverlee is een laan naar hem genoemd. Op de naamplaat staat zijn naam met de titel van studentenleider. In 2003 werd het nieuwe Verbondshuis van het KVHV-Leuven in de Naamsestraat opnieuw Jef van den Eynde-huis gedoopt.